# The Scotsman Hotel
The Scotsman Hotel Edinburgh er et hotel i Edinburgh, der åbnede i 2001 i en edwardiansk bygning fra 1905, der havde huset avisen The Scotsman i næsten et århundrede. Hotellet ligger på North Bridge mellem Royal Mile og Princes Street i udkanten af Old Town med udsigt til New Town.
The Scotsman var tidligere en del af JJW Hotels & Resorts og blev købt af sheikh Mohamed bin Issa Al Jaber for £63 mio. i 2006. I august 2007 købte, JJW The Eton Collection.
Hotellet gik konkurs i juni 2016 og blev solgt yil G1 Group for et ukendt beløb i february 2017.

## Hæder
- Boutique Hotel Of The Year Award – 2020 Scottish Hotel Awards[4]
- Hotel Design Gold Laurel – 2020 Scottish Hotel Awards[4]
- Voted one of the top hotels in the world – Condé Nast Traveler, 2007
- Voted one of the top hotels in the world – Departures
- Nominated Hotel of the Year – The AA, 2002[5]
- One of the Top UK Business Hotels – Condé Nast Traveler, 2007
- One of the Top 20 UK hotels – Tatler, 2004
- Simon Fraser was awarded Rising Star Restaurant Manager of the Year – Scottish Hotels of the Year Awards 2008[6]
- Hotel is a member of The Preferred Hotel Group
- The hotel's North Bridge Brasserie has been awarded 1 Rosette